# Barata-do-coqueiro
O termo Barata-do-coqueiro é a designação comum a diversas espécies de besouros dos gêneros Mecistomela e Coraliomela, da família dos crisomelídeos, de ampla distribuição no Brasil. Tais insetos se alimentam de folhas novas dos coqueiros, sendo que seu nome é aplicado especialmente às suas larvas, que possui uma constituição oval e corpo flexível, muito diferente do animal em estágio adulto, que é um besouro de porte médio e geralmente de coloração avermelhada, com ainda algumas manchas negras nas patas e, no caso da espécie Coraliomela aenoplagiata, nos élitros.

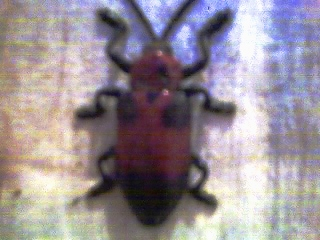
Coraliomela aenoplagiata em fase adulta

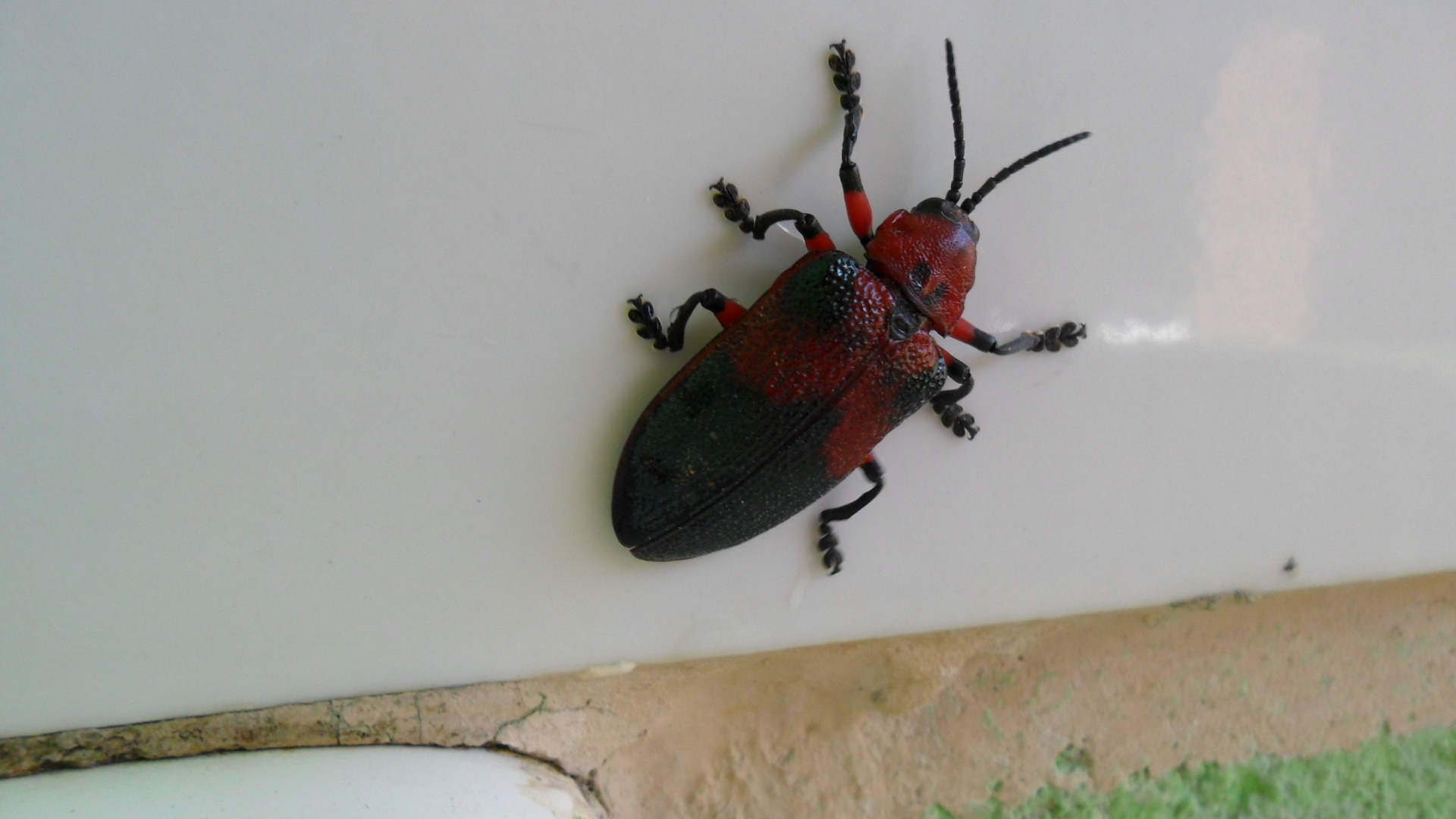
Coraliomela Aenoplagiata

Também são conhecidos pelos nomes de barata-das-palmeiras, falsa-barata-do-coqueiro e lesma-do-coqueiro.